# Numipedia subterranea
Numipedia subterranea – gatunek kosarza z podrzędu Laniatores i rodziny Assamiidae. Jedyny znany przedstawiciel monotypowego rodzaju Numipedia.

## Występowanie
Gatunek został wykazany z Zairu.